# 巴颜喀拉山脉
巴颜喀拉山脉（羅馬化：Bayankhar uul）位于中国青海省中部偏南。从青海的中部偏南向东偏南方向延伸到青海与四川的交界处，全长逾780公里。巴颜喀拉山脉的名字来自蒙古语，意为「富饶的黑山」。从地质上来看，它是昆仑山脉的一支，最高峰为果洛山，海拔高度5,369米。
巴颜喀拉山脉的北坡比较平缓，南坡陡峭，有许多深谷。由于它位于青藏高原上，因此地势非常高，气温相当低，海拔高度5000米以上山峰的積雪終年不化。夏季海拔高度較低的山坡、丘陵是重要的牧场，主要的畜牧动物有绵羊和牦牛。大多数牧民是藏族人。
巴颜喀拉山脉是黄河的发源地，是黄河与长江的分水岭，向南流的部分河流是长江上游的重要支流。